# Saphiramazilie
Die Saphiramazilie (Chionomesa lactea, Syn.: Amazilia lactea, Polyerata lactea) oder Saphirglanzamazilie ist eine Vogelart aus der Familie der Kolibris (Trochilidae). Die Art hat ein großes Verbreitungsgebiet, das die südamerikanischen Länder Brasilien, Venezuela, Ecuador, Peru und Bolivien umfasst. Der Bestand wird von der IUCN als „nicht gefährdet“ (least concern) eingeschätzt.

## Merkmale
Die Saphiramazilie erreicht eine Körperlänge von etwa 9 Zentimetern bei einem Gewicht von ca. 5 Gramm. Der gerade Schnabel wird bis zu 20 Millimeter lang. Der schwarze Oberschnabel unterscheidet sich deutlich vom fleischrötlichen Unterschnabel mit seiner dunklen Spitze. Die Oberseite, die Flügeldecken und Unterseite sind dunkelbronzegrün. Die Kehle glänzt dunkelblau. Hinter dem Auge (postokular) hat der Kolibri einen weißen Fleck. Der Bauchmittelstreifen und der Bürzel sind weiß. Die weißen Unterschwanzdecken zieren dunkle Schaftstriche. Die Flügel sind schwärzlichpurpurn, während der Schwanz schwärzlichblau ist.

## Verbreitung und Lebensraum

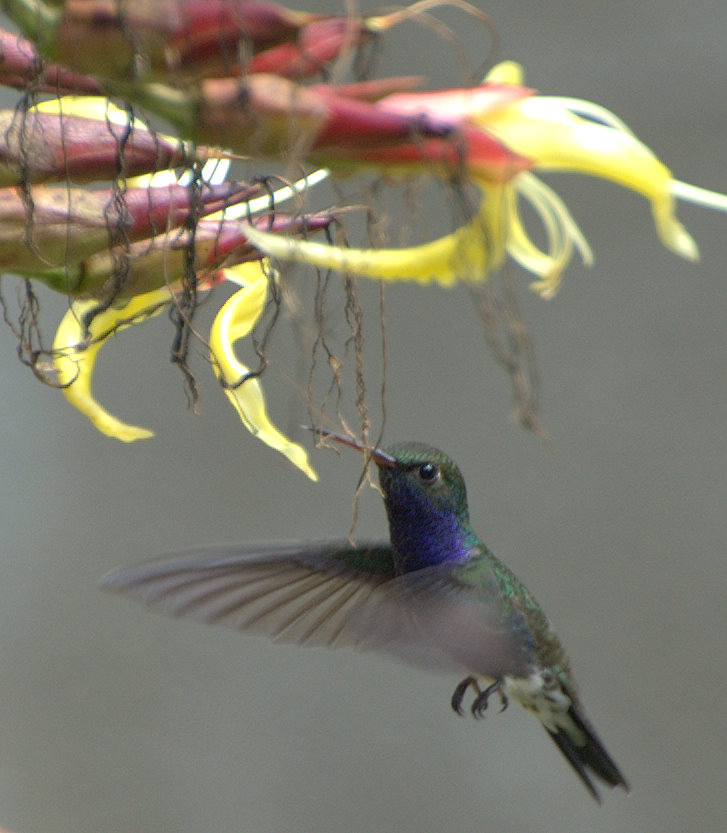
Saphiramazilie im Flug

Man sieht die Saphiramazilie in offenen bis halboffenen Tiefebenen. Oft kommt sie in Gärten, Parks und Obstplantagen vor. Man findet sie an Waldrändern, speziell in der Nähe von Flüssen. In Venezuela wurde sie erstmals am Auyan-Tepui in Höhen bis zu 1100 Metern beobachtet.

## Unterarten
Bisher sind drei Unterarten der Saphiramazilie bekannt, die sich vor allem durch ihre Färbung unterscheiden.
| Unterarten der Saphiramazilie (Amazilia lactea) mit Beschreibung und ihrem jeweiligen Verbreitungsgebiet | Unterarten der Saphiramazilie (Amazilia lactea) mit Beschreibung und ihrem jeweiligen Verbreitungsgebiet | Unterarten der Saphiramazilie (Amazilia lactea) mit Beschreibung und ihrem jeweiligen Verbreitungsgebiet                                                                                    |
| --- | --- | --- |
| A. l. lactea (Lesson, 1832)                                                                              | Nominatform bereits oben beschrieben. | Südosten Brasiliens vom Bundesstaat Bahia bis Paraná |
| A. l. bartletti (Gould, 1866)                                                                            | Unterschwanzdecken im Gegensatz zur Nominatform dunkelgraubraun bis bronzebraun mit grauem oder weißem schmalen Saum. | Sehr häufig in den Tiefebenen Zentral- und Südperus sowie im Norden Boliviens. In Ecuador wurde diese Unterart nahe Pompeya gesichtet, doch ist diese Sichtung nicht eindeutig verifiziert. |
| A. l. zimmeri (Gilliard, 1941)                                                                           | Kehlflecken weniger glänzend als bei der Nominatform. Jede Feder hat am Ende einen unsichtbaren weißen Streifen. Die blauvioletten Spiegelungen an Kehle und seitlich des Nackens deutlich heller. Seitlichen Flanken mehr bronzegrün als violettgrün. Der weiße Mittelstreifen etwas breiter. | In Bolívar im Südosten Venezuelas am Río Caura und Río Paragua. Am Auyan-Tepui in 1100 Metern Höhe.                                                                                         |

## Verhalten

Verbreitungsgebiet der Saphiramazilie

Die Saphiramazilie baut das napfförmige Nest auf waagerechten Ästen. Es besteht normalerweise aus Baumwatte, Flugsamen und Spinnenfäden, die das Nest zusammenhalten. Die Brutzeit dauert 14 Tage und liegt in der Zeit von November bis Januar. Ein Ei wiegt ca. 0,46 Gramm.

## Alternativnamen
Karl-Ludwig Schuchmann und André-Alexander Weller teilten die Gattung Amazilia in folgende Gattungen auf, u. a. basierend auf der historischen Einteilung von Peters 1945:
- Leucippus
- Amazilia
- Agyrtria
- Polyerata
- Saucerottia

Die Saphiramazilie ordneten sie in der Gattung Chionomesa ein. Allerdings gibt es hierzu konträre Meinungen. So zweifelt das South American Check-list Committee die Neuordnung von Amazilia aufgrund fehlender Daten an.

## Etymologie und Forschungsgeschichte
René Primevère Lesson beschrieb die Saphiramazilie unter dem Namen Ornismya lactea. Mehrere Typusexemplare stammten angeblich aus Brasilien und Guinea, doch zumindest der Fundort Guinea ist fragwürdig. 1921 führte Eugène Simon die neue Gattung Chionomesa ein. Dieser Name ist ein griechisches Wortgebilde aus χιων, χιονος chiōn, chionos für „Schnee“ und μεσος mesos für „Mitte“. Der Artname lactea ist lateinisch für „milchfarbig“. Der Name der Unterart bartletti ehrt Edward Bartlett (1836–1908), der am Río Ucayali sammelte. Der Name zimmeri ist eine Widmung an John Todd Zimmer (1889–1957), der wesentlichen Anteil an der Beschreibung dieser Subspezies hatte.